# Oscar Muñoz
Oscar Muñoz, född 1951 i Popayán, är en colombiansk fotograf och visuell konstnär.
Han betecknas som en av Latinamerikas mest framträdande samtida konstnärer.
Muñoz, som utbildade sig vid Escuela de Bellas Artes i Cali under 1970-talet, arbetar med tekniker baserade på spår, intryck och reproducerbarhet. Hans verk är fotografiska, men han arbetar med allt från fotorealism och grafisk teknik till installationer och skulpturer och fokuserar på förgänglighet, minne och dödlighet. Fotografiets styrka är också dess  sårbarhet eftersom det är vi som ger det känsla, värde och mening konstaterar han.
Muños bor i Cali där han sedan 2005 driver ett kulturcentrum för stadens konstnärer. Han är representerad på bland annat Museum of Modern Art i New York och år 2018 tilldelades han  Hasselbladpriset med motiveringen:
"Tidens gång, historiens vändningar och upplösningen av bilden utgör kärnan i Oscar Muñoz arbeten som ifrågasätter det fotografiska mediets tillförlitlighet. Hans skulpturala installationer förenar fotografins och den rörliga bildens ljuskänsliga egenskaper med element som vatten, kol, teckningar och projektioner."